# John Phillip Harison Acocks
John Phillip Harison Acocks ( 1911-1979 ) fue un botánico y explorador sudafricano, especialista en gramíneas. Fue notable por su publicación "Veld Types of South Africa" y su amplia colección botánica de unos 28 000 especímenes de Sudáfrica y de Namibia. En 1938, fue adscrito a ir en un viaje conjunto de recolección de cuatro meses, con el botánico sueco Adolf Hjalmar Frederick Hafström (1871-1948) entre Ciudad del Cabo y cataratas Victoria.
Era aborigen de Ciudad del Cabo, de John Martin Acocks y Sarah Phoebe Petty. Se matriculó en "South African College Schools" (SACS), y asistió a la Universidad de Ciudad del Cabo, entre 1929 a 1935 obteniendo sus B.A. y M.Sc. Estudió con Robert Stephen Adamson (1885-1965) and Margaret Levyns (1890-1975).
Acocks contribuyó en gran medida a la botánica de Sudáfrica en tres áreas:
1. su tratamiento de las regiones de vegetación (tipos Sabana) de Sudáfrica, en la que clasificó la vegetación en 75 clases, siguiendo como una obra de referencia valiosa para los investigadores; y un logro excepcional para un solo individuo
2. su análisis del impacto antrópico sobre la vegetación; siendo ampliamente revisado por los conocimientos actuales de investigación, específicamente en relación con el efecto del fuego en pastizales, sabanas y bosques. Hay, sin embargo, una amplia evidencia que muestra cambios considerables en la fauna y flora de Karoo en los últimos tres siglos
3. sus puntos de vista pioneros en la rehabilitación de sabanas; y esa gestión directriz sigue siendo importante para las comunidades agrícolas de Sudáfrica.[3]

- La abreviatura «Acocks» se emplea para indicar a John Phillip Harison Acocks como autoridad en la descripción y clasificación científica de los vegetales.[4]

## Algunas publicaciones

### Libros
- john phillip Harison Acocks, p.j.k. Zacharias. 1999. Acock's notes: key grasses of South Africa. Grassland Society of Southern Africa. 77 pp. ISBN 0-620-14282-0

- ----------------, b.a. Momberg. 1988. Veld types of South Africa. Vol. 57 de Memoirs of the Botanical Survey of South Africa. Botanical Research Institute. 146 pp. ISBN 0-621-11394-8

## Honores
- 1963: presidente de la "Sección C" de SA Assoc. for the Advancement of Science
- 1977: galardonado como Senior Capt. Scott Medal por la SA Biol. Soc.

### Epónimos
- (Aizoaceae) Sphalmanthus acocksii L.Bolus[5]

- (Anacardiaceae) Rhus acocksii Moffett[6]

- (Asparagaceae) Protasparagus acocksii (Jessop) Oberm.[7]

- (Asteraceae) Troglophyton acocksianum Hilliard[8]

- (Chenopodiaceae) Salsola acocksii Botsch.[9]

- (Cyperaceae) Carex acocksii C.Archer[10]

- (Ebenaceae) Diospyros acocksii (De Winter) De Winter[11]

- (Fabaceae) Aspalathus acocksii (R.Dahlgren) R.Dahlgren[12]

- (Fabaceae) Lotononis acocksii B.-E.van Wyk[13]

- (Rutaceae) Agathosma acocksii Pillans[14]

- (Scrophulariaceae) Selago acocksii Hilliard[15]